# Reinhard Genzel
Reinhard Genzel (Bad Homburg, 24 de marzo de 1952) es un astrofísico alemán, codirector del Instituto Max Planck de Física Extraterrestre, catedrático de la LMU y profesor emérito de la Universidad de California, Berkeley. Fue galardonado con el Premio Nobel de Física 2020 "por el descubrimiento de un objeto compacto supermasivo en el centro de nuestra galaxia", mismo que compartió con Andrea Ghez y Roger Penrose.

## Vida y carrera
Genzel nació en Bad Homburg vor der Höhe, Alemania. Hijo del profesor de física del estado sólido Ludwig Genzel (1922-2003) estudió física en la Universidad de Friburgo y en la Universidad de Bonn, donde hizo su doctorado en 1978 y, en el mismo año, su tesis doctoral sobre radioastronomía en el Instituto Max Planck de Radioastronomía.  Trabajó en el Centro de Astrofísica Harvard-Smithsonian en Cambridge, Massachusetts. Fue un Becario de Investigación Miller (Miller Fellow) desde 1980 hasta 1982, y también profesor titular y catedrático en el Departamento de Física de la Universidad de California, Berkeley desde 1981. Se convirtió en miembro científico de la Sociedad Max Planck en 1986, y director de la Instituto Max Planck de Física Extraterrestre en Garching y fue profesor en la Universidad de Múnich, donde ha sido profesor honorario desde 1988. Desde 1999 también tiene un nombramiento conjunto como profesor titular en la Universidad de California, Berkeley.  También forma parte del comité de selección del premio Shaw de astronomía.

## Trabajo
Reinhard Genzel estudia astronomía infrarroja y submilimétrica. Él y su grupo están activos en el desarrollo de instrumentos terrestres y espaciales para la astronomía usándolos para rastrear los movimientos de las estrellas en el centro de la Vía Láctea, alrededor de Sagitario A*, y mostrar que estaban orbitando un objeto muy masivo, ahora conocido por ser un agujero negro. Genzel también participa activamente en estudios de formación y evolución de galaxias.
En julio de 2018, Reinhard Genzel y su equipo informaron que una estrella S2 en órbita alrededor de Sgr A* se había registrado a 7.650 km/s o 2,55% de la velocidad de la luz que conducía a la aproximación al pericentro en mayo de 2018 a aproximadamente 120 UA ≈ 1.400 radios de Schwarzschild de Sgr A*. Esto les permitió probar el corrimiento al rojo predicho por la relatividad general a velocidades relativistas, encontrando una confirmación adicional de la teoría.

## Pertenencia a sociedades científicas
- Miembro de las Sociedades Física y Astronómica de Estados Unidos y Alemania[cita requerida]
- Miembro de la American Physical Society American Physical Society, 1985[cita requerida]
- Miembro extranjero de la Académie des Sciences (Institut de France), 1998[8]
- Miembro extranjero de la United States National Academy of Sciences, 2000[9]
- Miembro de la Deutsche Akademie der Naturforscher Leopoldina, 2002[10]
- Miembro sénior de la Bayerische Akademie der Wissenschaften, 2003[11]
- Miembro extranjero de la Royal Spanish Academy of Sciences, 2011[12]
- Miembro extranjero de la Royal Society de Londres, 2012[13]